# Novi Avion戰鬥機

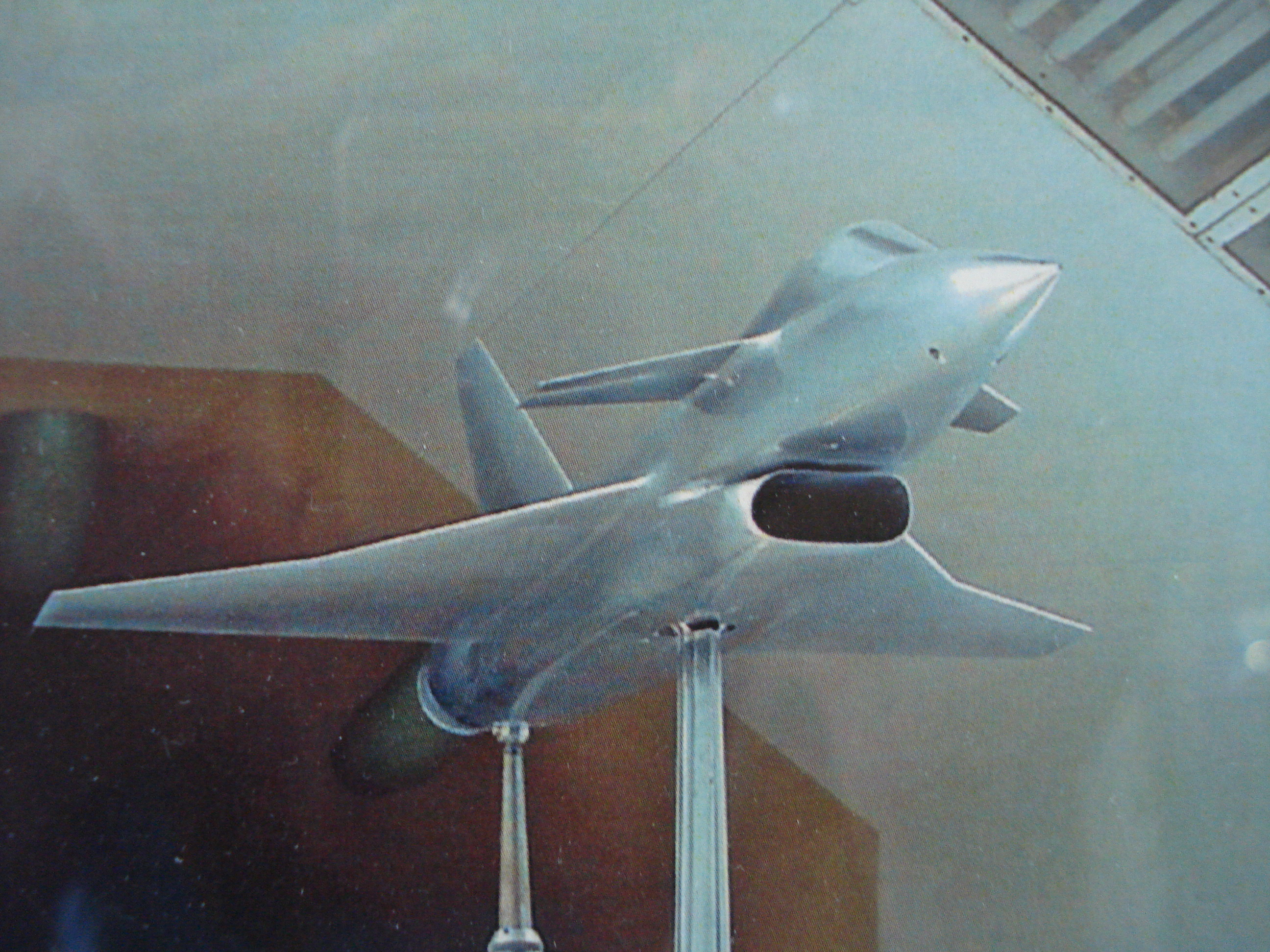
Novi Avion 的氣動模型。此為機腹進氣方案。

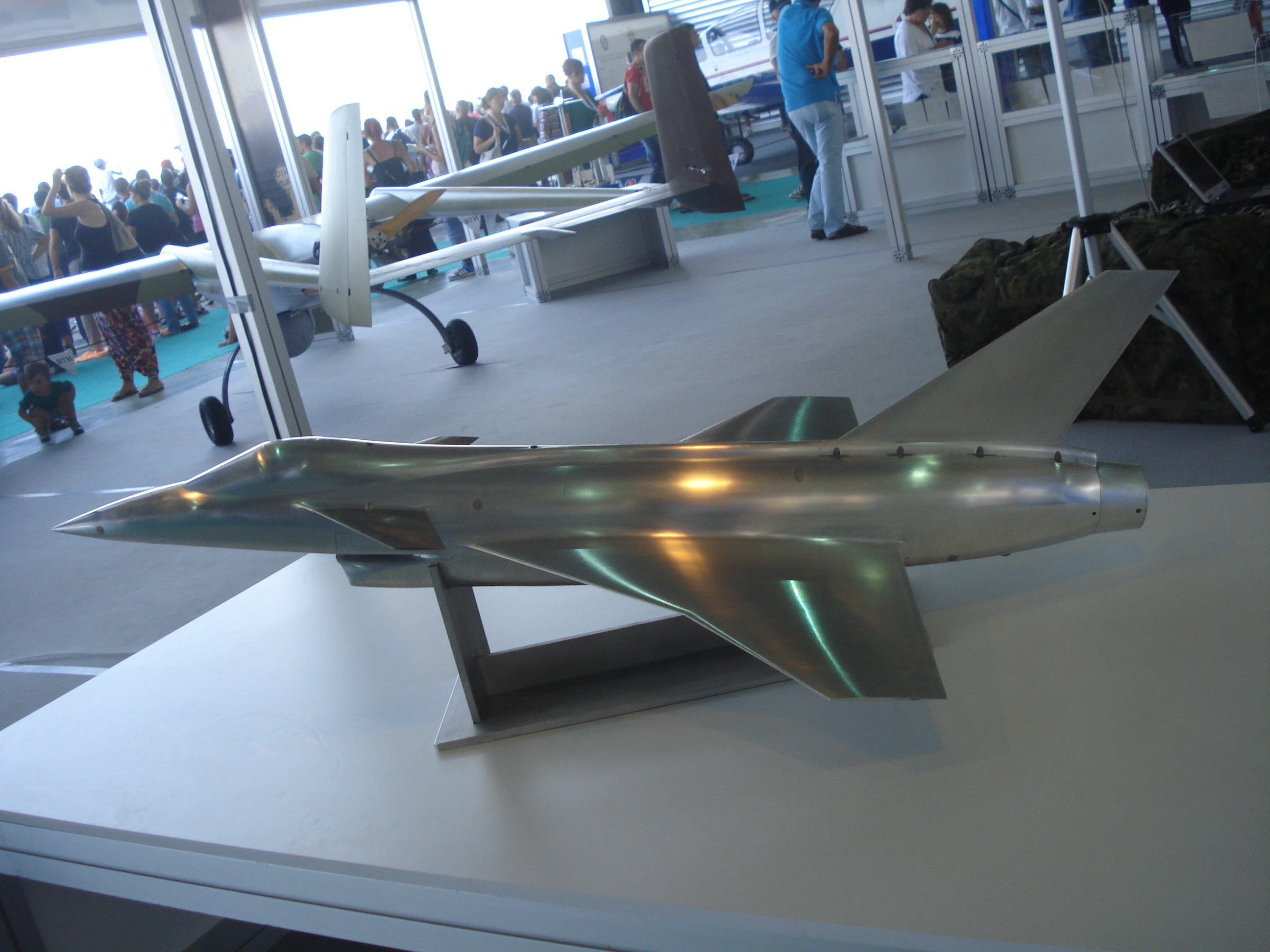
Novi Avion 的氣動模型。可見其三角翼-鴨翼（Delta-Canard）佈局。

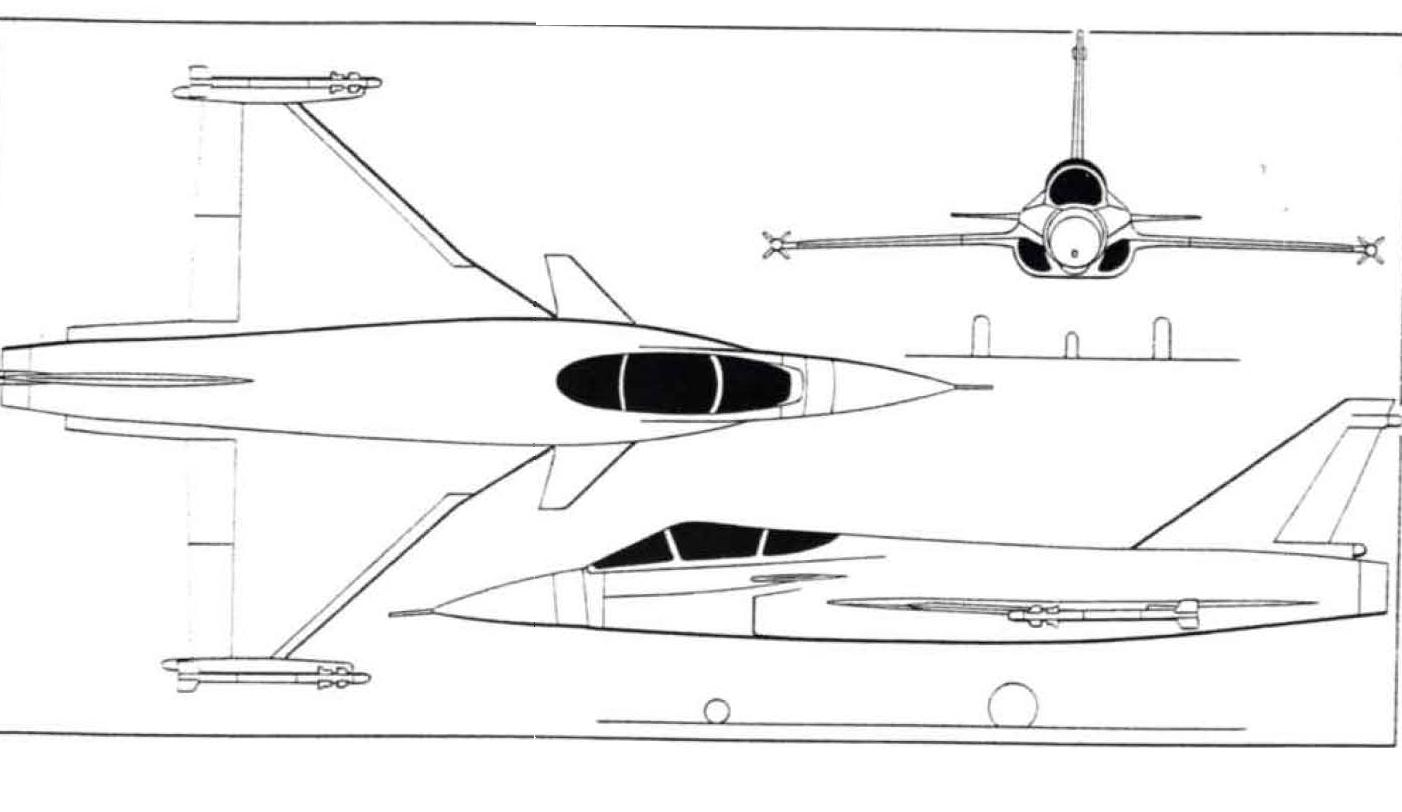
Novi Avion 的三維草圖。

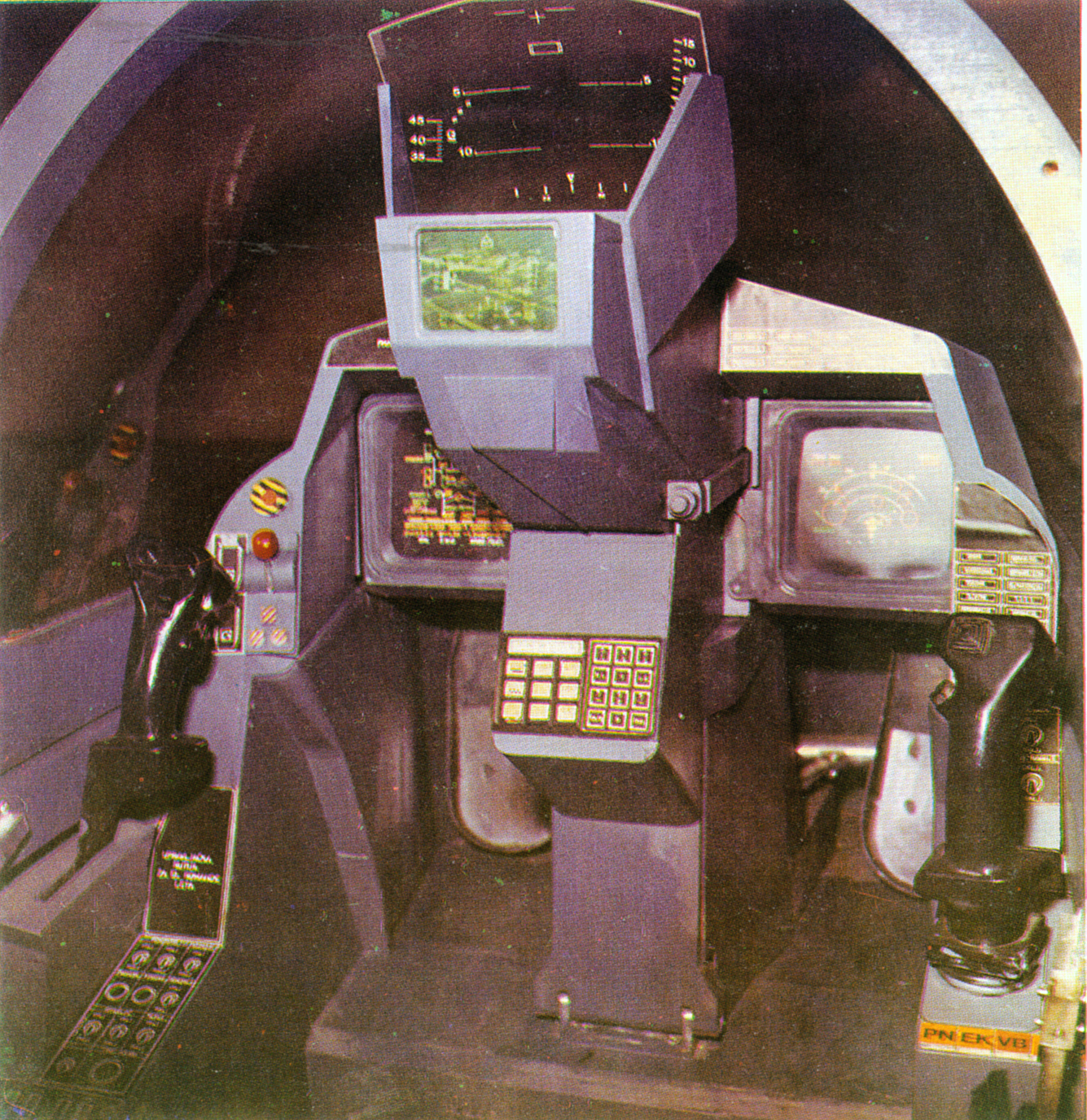
Novi Avion 被設計成配備玻璃化座艙，當時屬相當前衛。

Novi Avion（塞爾維亞語：Нови Aвион 英語：），為南斯拉夫開發的第四代戰鬥機。研發項目由（南斯拉夫軍事技術學院，現貝爾格勒軍事技術研究所，Vazduhoplovno Tehnički Institut，VTI）主導，並在研發過程中獲得法國協助，特別是與達索航空進行合作研發。Novi Avion使用了三角翼與鴨翼佈局。按照原定預期的開發計劃，Novi Avion 戰鬥機項目將於10年內完成研發並投入使用以取代南斯拉夫空軍日漸老舊的米格-21戰鬥機機隊及對外進行外銷，然而項目由於1992年南斯拉夫內戰的爆發和解體而取消。

## 概觀
1980年代初，南斯拉夫政府銳意增加其在冷戰格局中的政治獨立性，並務求可在其軍事裝備及武裝部隊上逐漸做到自給自足。而當時南斯拉夫人民軍的大部份武器裝備皆已基本達至自行生產的能力，唯獨空中優勢戰鬥機一項主要裝備仍需依賴進口，因此倡導了自行研製新型單座輕型超音速戰鬥機的需要。「Novi Avion」在塞爾維亞語意為「新飛機」，乃形容研製新型戰鬥機項目，而確實戰機型號及名稱本將於其正式服役後被確立或命名。Novi Avion 在南斯拉夫軍方的原意乃用以代替當時南斯拉夫人民空軍為數約120台的蘇制米格-21戰鬥機隊。 當正式服役後，Novi Avion 被設想將同時具有高度機動性及超音速的速度和穿透性，以滿足及應付不同種類任務的要求，如空中防禦，對地攻擊，空中偵察等。 此項目亦被南斯拉夫人民軍視為較高優先發展，及被南共政府以研究、發展及現代化的名義給予部份資助，亦有相當一部份受國內航空業界所支持。
於1980年末至1990年代初期間，南斯拉夫人民空軍擁有14台當時較先進的米格-29戰鬥機應付維持空中優勢及防禦，另外亦選定了Su-25攻擊機用作密接空中支援。南斯拉夫人民空軍原預計將於1990年代中期採購更多米格-29戰鬥機以輔助、增強其米格-21機隊的戰力，直至 Novi Avion 服役。
南斯拉夫和索科公司之前建造過J-22「Orao」攻擊機和G-4「Super Galeb輕型噴氣式戰鬥機， 但 Novi Avion 乃南斯拉夫有史以來首個超音速戰鬥機項目，因此其國內航空工業缺乏有關方面的設計和測試經驗 ，而有需要向國外尋求有相關經驗的合作伙伴及提供技術援助，包括以色列，法國和英國。當時法國政府及法國軍事企業達梭航太皆對 Novi Avion 作出了支援，特別當時達梭正在開發的陣風戰鬥機（Rafale）對 Novi Avion 項目在設計上有隆重而深遠的影響。在1980年代末期，達梭航太向南斯拉夫提交了一個初步的設計方案。此初步方案有諸多地方跟陣風戰鬥機十分相似，比如如出一徹的三角翼-鴨翼（Delta-Canard）佈局，及類似的進氣道設計。 從機翼後緣向後伸延的邊條乃此類單引擎戰鬥機場的典型設計。航空刊物Flight International曾評論，陣風戰鬥機與 Novi Avion 主要不同在 Novi Avion 於整體上體積較小，特別是其機身後部份。

### 尋求合作夥伴及項目終止
1990年3月，Novi Avion 項目進入了挑選合適的航空發動機的階段。當時數家大型的國際航空發動機生產商皆有提交方案，包括通用电气航空的F404渦輪扇發動機，勞斯萊斯的Turbo-Union RB199，普惠公司的PW1120渦輪扇發動機及史奈克瑪的M88渦輪扇發動機。
直至1990年上旬，南共政府曾經與數個不同國家進行討論，研究聯合開展開發新戰機項目的談判。南共政府宣佈原則上落實將會生產 Novi Avion，但同時亦尋求外來合作伙伴以分擔可觀的研發成本及生產開支。 但是這種進行廣泛的跨國合作的理念往往因政治因素而變得複雜化，特別是由於南共與他國政府之間互相猜疑。 航空刊物Flight International在1990年評論道：「要把這一切變成一個真實的希望的話，先別說是否存在可能性，那將需要在政治上作出比我們已經從東歐看到的更巨大更劇烈的改變。那些來自西方國家想跟南斯拉夫在 Novi Avion 項目上合作的公司被他們本國的政府警告了，切記要謹慎行事，以免技術落入壞人之手。」（"For this to become a realistic hope, let alone a possibility, will require political change beyond anything already seen in Eastern Europe. Western companies wanting to work with Jugoslavia on Novi Avion have been warned by their governments to exercise care lest technology end up in the wrong hands".）
1991年，南斯拉夫解體並分割成數個國家，終於直接導致 Novi Avion 項目全面終止，主要是由於用作生產新戰機的資金因國家崩潰而不復存在。 而隨後南斯拉夫內戰爆發，南共政府乃至南斯拉夫全面崩塌，重新開發 Novi Avion 新戰機項目變得不再可能發生。 在 Novi Avion 項目被正式取消時，項目整體只差一年便完成。一些用作生產新戰機的裝備及設施，和一些飛機部件的原型如駕駛艙的模組已經完成裝嵌。假如項目沒有並取消，按原定計劃 Novi Avion 將於1992年完成其首次飛行（Maiden flight）並於2000年代中期正式服役成軍。

## 設計
Novi Avion 的一項關鍵技術是使用線傳操控系統（Fly-By-Wire，FBW）技術，使 Novi Avion 更具機動性。這種使用電傳操縱技術來穩定機身的理念被幾乎所有同時代機型使用，包括美國的F-16戰鬥機，蘇聯的蘇-27和同樣由達梭航太生產的法國幻影2000戰鬥機。為了充分了解他們對電傳操縱技術，一架J-22「Orao」被改裝成了電傳操縱技術飛機。
機翼主要由碳纖維複合材料製造，關鍵結構部件使用鈦、鋼和鋁合金製成。由於開發陣風戰鬥機的過程中已應用這種材料技術，Novi Avion 使用複合技術可節省大量開發時間和風險。航電設備上，計算機的設計使飛行員可以迅速改變目前任務。其使用慣性導航系統或GPS系統完成導航，並實施了有限的語音控制。航電設備的數據是按北約的軍用標準MIL-STD-1553完成，以便更容易升級並與其他西方雷達和裝備兼容。

## 規格
基本信息
- 机组：1

性能
武器

- 機槍：1具30mmGIAT 30機炮
- 外挂点：11個掛點 (including 2× wing-tip hardpoints for infra-red homing air-to-air missiles)

航電

- Fire-control radar
- Digital flight control system
- Multi-function navigation/attack system
- Glass cockpit

## 資料來源
1. ↑  Saric, Dusan; Sava. . vazduhoplovnetradicijesrbije.rs. Association for preserving tradition of Serbian aviation. 19 November 2014  [31 December 2014]. （原始内容存档于2019-08-01）.
2. 1 2 3 4 5 6 7 8  "Dassault in Jugoslav fighter design deal." （页面存档备份，存于） Flight International, 13 March 1990. p. 16.
3. ↑  "Jugoslav Fulcrums Continue." （页面存档备份，存于） Flight International, 27 March 1990. p. 9.
4. 1 2  跨界軍事 "Fighter engines compete." （页面存档备份，存于） 最後的悲歌：南斯拉夫試圖打造自己的戰鬥機——Novi Avion項目
5. 1 2  "Partners sought for Novi Avion." （页面存档备份，存于） Flight International, 10 April 1990. p. 25.
6. ↑  Warwick, Graham. "Fighter engines compete." （页面存档备份，存于） Flight International, 25 July 1987. p. 26.
7. ↑  "Homegrown hopes." （页面存档备份，存于） Flight International, 10 April 1990. p. 3.
8. ↑  "Cash dearth halts Novi Avion fighter." （页面存档备份，存于） Flight International, 2 July 1991. p. 17.
9. ↑  "Combat Aircraft Directory." （页面存档备份，存于） Flight International, 19 July 1994. p. 42.

## 外部連結
- Novi avion （页面存档备份，存于） at vazduhoplovnetradicijesrbije.rs, retrieved 4-12-2013 （塞爾維亞文）